# 인동 장씨 (상장군계)
인동 장씨(仁同 張氏)는 경상북도 구미시 및 칠곡군에 위치하는 인동(仁同) 지역을 본관으로 하는 한국의 성씨이다. 인동의 별호가 옥산이어서 옥산 장씨(玉山 張氏)라고도 한다.

## 역사
시조 장금용(張金用)은 고려 초 삼중대광(三重大匡) 신호위 상장군(神虎衛 上將軍)을 역임하였다. 이후 후손들이 옥산에 세거하면서 본관을 옥산(玉山)으로 하였다. 옥산의 정식 행정구역 명칭이 인동으로 변경되어 인동(仁同) 본관으로 히였다.
인동 본향에서는 역사적인 이름인 연유로 옥산을 본관으로 고집하는 후손도 있다. 옥산 장씨(玉山 張氏) 또한 상장군계 인동 장씨에 속한다. 옥산화벌(玉山華閥)로 알려져 있다.

## 본관
인동(仁同)은 경상북도 구미시 및 칠곡군에 위치하는 옛 인동군(仁同郡) 일대를 가리키는 지명이다.

## 분파
대동보에는 총 27개(분파)가 있었으나 '안주파(安州派)는 조선민주주의인민공화국에 거주하여 현황을 알 수' 없고 '성주파(城州派)는 세대가 끊어졌다고' 하여 현재 '25개 분파'만 있다. 
- 종파(宗派) : 시조 장금용(張金用)의 직계 후손으로 중리파(中里派)로도 불린다.
- 남산파(南山派) : 파조는 15세 장우(張俁)이며 조선조(朝鮮朝) 중직대부(中直大夫) 사천진병마첨절제사행현감(泗川鎭兵馬僉節制使行縣監)을 역임하였다.
- 진가파(眞佳派) : 파조는 16세 장맹창(張孟倡)이며 조선조 예빈시(禮賓寺) 참봉(參奉)을 역임하였다.
- 진평파(眞坪派) : 파조는 17세 장신손(張信孫)이며 조선조 중종 2년 진사(進士)에 입격하였다.
- 황상파(凰顙派) : 파조는 18세 장잠(張潛)이며 대유학자로 조선조 중종 재위시 진사(進士)에 입격하였다.
- 함평파(咸平派) : 파조는 6세 장백림(張百林)이며 고려조(高麗朝) 우참찬(右參贊)을 역임하였다.
- 흥해파(興海派) : 파조는 6세 장세규(張世圭)이며 고려조 직장영동정(直長令同正)을 역임하였다.
- 화순파(和順派) : 파조는 6세 장세재(張世榟)이며 고려조 우교위(右校尉)를 역임하였다.
- 청안파(淸安派) : 파조는 9세 장인계(張仁溪)이며 고려조 통훈대부(通訓大夫) 판통례문사(判通禮門事)를 역임하였다.
- 영광파(靈光派) : 파조는 9세 장인연(張仁璉)이며 고려조 소윤(少尹)을 역임하였다.
- 청주파(淸州派) : 파조는 10세 장득선(張得宣)이며 고려조 충렬왕(忠烈王) 재위시 사순위중랑장(司巡衛中郞將)을 역임하였으며 평장사(平章事)로 증직(贈職)되고 기성군(箕城君)에 봉해졌다.
- 가평파(加平派) : 파조는 11세 장게(張垍)이며 고려조 감무(監務)를 역임하였으며 감무공파(監務公派)로도 불린다.
- 경파(京派) : 파조는 13세 장백(張伯)이며 고려말 태상경(太常卿)을 역임하였으며 태상경공파(太常卿公派)로도 불린다.
- 고흥파(高興派) : 파조는 13세 장중일(張仲日)이며 고려말 내사(內寺)를 역임하였고, 조선초 한림(翰林)을 제수(除授)하였으나 불취 하였다.
- 금구파(金溝派) : 파조는 14세 장기건(張紀乾)이며 조선조 통훈대부(通訓大夫) 사복시정(司僕寺正)을 거쳐, 진안현감(鎭安縣監)을 역임 하였다.
- 의흥파(義興派) : 파조는 16세 장맹우(張孟佑)이며 조선조 선무랑(宣務郞)을 역임 하였다.
- 영덕파(盈德派) : 파조는 16세 장맹선(張孟善)이며 조선조 문장가 무전(文章家無傳)을 역임 하였다.
- 양월파(良月派) : 파조는 16세 장맹순(張孟洵)이며 조선조 예빈사(禮賓寺) 참봉(參奉)을 역임 하였다.
- 안성파(安城派) : 파조는 16세 장맹희(張孟僖)이며 조선조 금화서(禁火署) 별좌(別坐)를 역임 하였다.
- 양양파(襄陽派) : 파조는 17세 장달손(張達孫)이며 조선조 훈도(訓導)를 역임 하였다.
- 초계파(草溪派) : 파조는 17세 장지손(張智孫)이며 조선조 통훈대부(通訓大夫) 사헌부(司憲府) 감찰(監察)을 역임 하였다.
- 양주파(楊州派) : 파조는 17세 장석손(張碩孫)이며 조선조 도사(都事)를 역임하였으며, 通政大夫(통정대부) 左通禮(좌통례)로 증직 되었다.
- 호명파(虎鳴派) : 파조는 18세 장도(張濤)이며 조선조 문장가(文章家)이다.
- 울진파(蔚珍派) : 파조는 18세 장연(張演)이며 조선조 통정대부(通政大夫) 공조참의(工曹參議)에 증직 되었다.
- 무안파(務安派) : 파조는 18세 장부개(張傅凱)이며 조선조 성종 재위시 헌납(獻納)과 보국숭록대부영돈영부사(輔國崇錄大夫領敦寧府事)를 역임 하였다.

## 인물
- 장국신(張國伸)  : 고려조 봉정대부(奉正大夫) 개부의동삼사(開府儀同三司) 내사문하성(內史門下省) 내사령(內史令)
- 장위(張偉)  : 고려조 통의대부(通議大夫) 검교군기감사(檢校軍器監事)
- 장안세(張安世)  : 고려조 함흥부사(咸興府使)·정헌대부(正憲大夫) 덕녕부윤(德寧府尹)
- 장중양(張仲陽)  : 고려조 김해부사(金海府使)·가선대부(嘉善大夫) 한성좌윤(漢城左尹)
- 장안식(張安栻)  : 고려조 어사대(御史臺) 감찰어사(監察御史)
- 장백림(張百林)  : 고려조 정헌대부(正憲大夫) 우참찬(右參贊)

- 장현광(張顯光)  : 조선조 중기 학자·문신·철학자·교육자, 가선대부(嘉善大夫) 호조참판(戶曹參判)·자헌대부(資憲大夫) 의정부(議政府) 우참찬(右參贊)·대광보국숭록대부(大匡輔國崇祿大夫) 의정부(議政府) 영의정(領議政)
- 장경우(張慶遇)  : 조선조 통정대부(通政大夫) 승정원(承政院) 좌승지(左承旨)·경연참찬관(經筵參贊官)
- 장응일(張應一)  : 조선조 자헌대부(資憲大夫) 이조참의(吏曹參議)·가선대부(嘉善大夫) 홍문관부제학지제교(弘文館副提學知製敎)
- 장내범(張乃範)  : 조선조 가선대부(嘉善大夫) 공조참판(工曹參判)
- 장경세(張慶世)  : 조선조 자헌대부(資憲大夫) 이조판서(吏曹判書)
- 장만(張晩)  : 조선조 보국숭록대부(輔國崇錄大夫) 의정부(議政府) 우찬성(右贊成)·병조판서(兵曹判書)·대광보국숭록대부(大匡輔國崇祿大夫) 옥성부원군(玉城府院君) 의정부(議政府) 영의정(領議政)
- 장시안(張時安)  : 조선조 자헌대부(資憲大夫) 공조판서(工曹參書)
- 장예상(張禮尙)  : 조선조 가선대부(嘉善大夫) 창성부사(昌城府使)
- 장한주(張漢柱)  : 조선조 가선대부(嘉善大夫) 정평부사(定平府使)
- 장우수(張宇秀)  : 조선조 통정대부(通政大夫) 한성판윤(漢城判尹)
- 장훈(張焄)  : 조선조 가선대부(嘉善大夫) 호조참판(戶曹參判)
- 장헌(張憲)  : 조선조 가선대부(嘉善大夫) 형조참의(刑曹參議)
- 장열(張烈)  : 조선조 자헌대부(資憲大夫) 이조판서(吏曹判書)
- 장현도(張顯道)  : 조선조 가선대부(嘉善大夫) 이조참판(吏曹參判)
- 장현충(張顯忠)  : 조선조 통정대부(通政大夫) 강릉부사(江陵府使)
- 장지학(張趾學)  : 조선조 숭정대부(崇政大夫) 동지중추부사(同知中樞府事)
- 장석용(張錫龍)  : 조선조 가선대부(嘉善大夫) 대사헌(大司憲)·형조판서(刑曹判書)·공조판서(工曹判書)
- 장경역(張慶錫)  : 조선조 통정대부(通政大夫) 승정원(承政院) 좌승지(左承旨)
- 장주한(張柱翰)  : 조선조 가선대부(嘉善大夫) 이조참판(吏曹參判)
- 장우한(張遇漢)  : 조선조 통정대부(通政大夫) 상주부사(尙州府使)
- 장사한(張師漢)  : 조선조 절충장군(折衝將軍) 첨지동중추부사(僉知同中樞府使)
- 장공한(張公漢)  : 조선조 가선대부(嘉善大夫) 병조참판(兵曹參判)
- 장시현(張始顯)  : 조선조 가선대부(嘉善大夫) 사헌부대사헌(司憲府大司憲)
- 장돈(張暾)  : 조선조 개천군수(价川郡守)·보국숭록대부(輔國崇祿大夫) 영돈령(領敦寧) 중추부사(中樞府事)·옥산부원군(玉山府院君)
- 장한신(張漢臣)  : 조선조 자헌대부(資憲大夫) 병조판서(兵曹判書)
- 장희적(張希籍)  : 조선조 통정대부(通政大夫) 갑산부사(甲山府使)·감관선무원종공신(監官宣武原從功臣)
- 장응현(張應賢)  : 조선조 가선대부(嘉善大夫) 동지중추부사(同知中樞府使)
- 장득종(張得宗)  : 조선조 가선대부(嘉善大夫) 호조참판(戶曹參判)
- 장원한(張遠翰)  : 조선조 암행어사(暗行御史)·가선대부(嘉善大夫) 동지중추부사(同知中樞府事)
- 장필한(張弼翰)  : 조선조 가선대부(嘉善大夫) 호조참판(戶曹參判)
- 장의일(張義一)  : 조선조 가선대부(嘉善大夫) 동지중추부사(同知中樞府使)
- 장부개(張傅凱)  : 조선조 보국숭록대부(輔國崇錄大夫) 영돈영부사(領敦寧府事)
- 장석손(張碩孫)  : 조선조 통정대부(通政大夫) 통례원좌통례(通禮院左通禮)
- 장지손(張智孫)  : 조선조 통훈대부(通訓大夫) 사헌부감찰(司憲府監察)
- 장담(張潭)  : 조선조 통정대부(通政大夫) 승정원(承政院) 좌승지(左承旨)
- 장응원(張應元)  : 조선조 가선대부(嘉善大夫) 사헌부지평(司憲府持平)
- 장사의(張思義)  : 조선조 가선대부(嘉善大夫) 이조참판(吏曹參判)
- 장륜(張崙)  : 조선조 가선대부(嘉善大夫) 호조참판(戶曹參判)
- 장덕생(張德生)  : 조선조 함안군수(咸安郡守)·사헌부장령(司憲府掌令)
- 장사림(張士琳)  : 조선조 가선대부(嘉善大夫) 병조참판(兵曹參判)
- 장지풍(張志豊)  : 조선조 경기충청도(京畿忠淸道) 수군절도사(水軍節度使)·황해도(黃海道) 병마절도사(兵馬節度使)
- 장석룡(張錫龍)  : 조선조 자헌대부(資憲大夫) 형조판서(刑曹判書)
- 장효남(張孝男)  : 조선조 가선대부(嘉善大夫) 호조참판(戶曹參判)·동지의부사(同知義府使)
- 장우택(張宇澤)  : 조선조 어모장군(禦侮將軍) 경상좌도(慶尙左道) 수군도총관부사(水軍都摠管府使)
- 장명동(張命東)  : 조선조 자헌대부(資憲大夫) 호조참판(戶曹參判)·의금부사(義禁府事)
- 장희(張熙)  : 조선조 충순위(忠順衛)·통정대부(通政大夫) 승정원(承政院) 좌승지(左承旨)
- 장붕익(張鵬翼)  : 조선조 창원부사(昌原府使)·훈련대장(訓鍊大將)·형조참판(訓鍊大將)
- 장태소(張泰紹)  : 조선조 수원부사(水原府使)·포도대장(捕盜大將)·삼도군통제사(三道軍統制使)
- 장지항(張志恒)  : 조선조 어영대장(御營大將)·형조판서(刑曹判書)·삼도수군통제사(三道水軍統制使)
- 장현택(張鉉宅)  : 조선조 공충도(公忠道) 병마절도사(兵馬節度使)·풍덕부사(豊德府使)·형조참판(刑曹參判)·어영대장(御營大將)
- 장복추(張福樞)  : 조선조 후기 재야 유학자·교육자 (영남 3학자·3징사(徵士))
- 장승원(張承遠)  : 조선조 통정대부(通政大夫) 경상북도(慶尙北道) 관찰사(觀察使)
- 장헌상(張憲相)  : 조선조 통정대부(通政大夫) 경기도(京畿道) 관찰사(觀察使)
- 장사진(張士珍)  : 조선조 임진왜란 시 의병장(義兵將), 증수군절도사(贈水軍節度使), 일문삼의사(一門三義士)
- 장봉한(張鳳翰)  : 조선조 임진왜란 시 의병(義兵), 일문삼의사(一門三義士)
- 장홍한(張鴻翰)  : 조선조 임진왜란 시 의병(義兵), 상주판관(尙州判官), 일문삼의사(一門三義士)
- 장해(張 0)  : 조선조 병자호란 시 인동(仁同) 의병장(義兵將)

- 장태수(張泰秀)  : 대한제국 관료·순국의사, 통정대부(通政大夫) 병조참의(兵曹參議)·동부승지(同副承旨)·춘추관수찬관(春秋官修撰官), 건국훈장 독립장
- 장석영(張錫英)  : 대한제국 유학자·일제 강점기 독립운동가, 청참오적소(請斬五賊疏) 상소자·독립청원서 파리장서 초안 작성자, 건국훈장 독립장
- 장길상(張吉相)  : 대한제국 관료·일제 강점기 사업가·금융자본가, 규장각(奎章閣) 직각(直閣)·경일은행(慶一銀行) 설립자
- 장직상(張稷相)  : 대한제국 관료·일제 강점기 관료·대한민국 기업인, 하양 군수·선산 군수·대구상업회의소 회두
- 장지영(張志暎)  : 대한제국·일제 강점기 국문학자·언론인, 조선어학회 조선어표준어사정위원회 위원, 문화훈장·한글공로표창
- 장건상(張建相)  : 일제 강점기 독립운동가·대한민국 정치인, 상해 임시정부 외무차장·임시정부 의정원 의원·제2대 국회의원, 건국공로훈장 대통령장
- 장지연(張志淵)  : 일제 강점기 애국계몽 운동가·우국 언론인, 대한민국건국훈장국민장
- 장진홍(張鎭弘)  : 일제 강점기 독립운동가, 대한광복단 단원·한국독립당 당원, 건국훈장 대한민국장
- 장병준(張柄俊)  : 일제 강점기 독립운동가, 대한민국 임시정부 의정원 의원·신간회 대표, 대통령 표창·건국포장·애국장
- 장현식(張鉉植)  : 일제 강점기 애국지사·대한민국 관료, 대동신문 재정 책임자·전라북도지사, 건국훈장 애국장
- 장기석(張基奭)  : 일제 강점기 독립운동가, 대통령 표창·건국포장·애국장
- 장재성(張在星)  : 일제 강점기 독립운동가, 의열단원, 독립유공 대통령 표창
- 장면(張勉)  : 대한민국 외교관·교육자·정치인, 제2/7대 국무총리·대한민국 제4대 부통령, 건국공로훈장 대한민국장
- 장택상(張澤相)  : 대한민국 정치가, 미군정기 수도경찰청장·제3대 국무총리·대한민국 부통령 권한대행
- 장도영(張都暎)  : 대한민국 군인·정치가, 제14대 육군 참모총장·국가재건최고회의의장·국방부장관
- 장경순(張坰淳)  : 대한민국 군인·정치가, 대한민국 육군 중장·농림부장관·제6/7/8/9/10대 5선 국회의원·국회부의장
- 장기영(張基榮)  : 대한민국 언론인·정치인, 한국일보 사주·한국은행 부총재·경제기획원 장관·IOC위원·제9대 국회의원
- 장동식(張東植)  : 대한민국 경찰·정치인, 서울특별시 경찰국장·내무부 치안국장·제9대 국회의원
- 장창국(張昌國)  : 대한민국 군인·외교관·정치가, 육군참모총장·육군대장·브라질 대사·제9대 국회의원
- 장성환(張盛煥)  : 대한민국 군인·관료, 공군참모총장·공군중장·태국 대사·교통부 장관
- 장지수(張志洙)  : 대한민국 군인·기업인, 해군참모총장·한국비료 사장·호남정유 이사장
- 장성만(張聖萬)  : 대한민국 교육자·정치인, 동서대학교 설립자·제11/12대 국회의원
- 장재식(張在植)  : 대한민국 금융인·정치인, 제14/15/16대 국회의원·산업자원부 장관
- 장태완(張泰玩)  : 대한민국 군인·정치가, 수도경비사령부 사령관·제16대 국회의원
- 장형태(張炯泰)  : 대한민국 관료·기업인, 제19대 전남도지사·해양도시가스 회장
- 장세동(張世東)  : 대한민국 군인·정치가, 특전사공수여단장·대통령 경호실장·국가안전기획부장
- 장기오(張基梧)  : 대한민국 군인·정치가, 육군 중장·총무처 장관·민주자유당 특임행정위원
- 장상(張裳)  : 대한민국 학자·정치인, 제11대 이화여자대학교 총장·국무총리 서리·헌법재판소 자문위원
- 장훈(張勳)  : 재일 한국인·스포츠 선수, 일본 프로 야구 선수·야구 해설위원·KBO 총재 특별 보좌관, 국민훈장 무궁화장·체육훈장 맹호장
- 장하성(張夏成)  : 대한민국 경영학자, 고려대학교 경영학교수·대통령 비서실 정책실장·주중국대사
- 장하진(張夏眞)  : 대한민국 사회학자, 충남대학교 교수·제3대 여성부 장관·초대 여성가족부 장관
- 장하준(張夏準)  : 대한민국 경제학자, 케임브리지대학교 경제학부 교수
- 장하석(張夏碩)  : 대한민국 과학사학자·과학철학자, 케임브리지대학교 과학역사철학 교수
- 장승우(張丞玗)  : 대한민국 관료·기업인, 대통령비서실 경제비서관·통계청장·기획예산처 장관·한국투자금융지주 의장 겸 회장, 국민훈장 무궁화장
- 장제원(張濟元)  : 대한민국 정치인, 제18/20대 국회의원
- 장영신(張英信)  : 대한민국 기업인·정치인·관료, 애경그룹 회장·제16대 국회의원·국무총리 비서실 공보관 겸 정책자문위원
- 장세주(張世宙)  : 대한민국 기업인, 동국제강 대표이사 회장
- 장세홍(張世弘)  : 대한민국 기업인, 한국철강 사장
- 장세용(張世龍)  : 대한민국 학자·정치인, 부산대학교 한국민족문화연구소 HK교수·민선 7기 경상북도 구미시장

조선조 과거 급제자 415명 [문과 50명 (장원2명·아원2명), 무과 154명 (장원5명·아원1명), 진사시 79명, 생원시 77명 (장원2명), 역과 23명 (장원7명), 의과 9명, 음양과 1명, 율과 22명 (장원9명)] 및 그 외 음서제(蔭敍制) 출신 음관(蔭官) 104명
- 문과			(장원2명·아원2명 / 50명)

장계문(張季文) 장육(張陸) 장순신(張舜臣) 장범(張範) 장언린(張彦鄰) 장만(張晩) 장응일(張應一) 장여간(張汝衎) 장차주(張次周) 장건(張鍵) 장우일(張遇一) 장온(張蘊) 장명덕(張命德) 장주(張澍) 장한봉(張翰鳳) 장봉의(張鳳儀) 장염(張琰) 장수용(張受容) 장한철(張漢喆) 장상오(張相吾) 장중진(張重鎭) 장용팔(張龍八) 장봉주(張鳳周) 장주익(張周翼) 장현철(張鉉喆) 장인원(張仁遠) 장석룡(張錫龍) 장시표(張時杓) 장석준(張錫駿) 장진원(張晉遠) 장석묵(張錫默) 장태수(張泰秀) 장두헌(張斗憲) 장원상(張原相) 장석조(張錫祚) 장두식(張斗植) 장치량(張致良) 장익후(張益厚) 장석유(張錫裕) 장병익(張炳翊) 장영직(張榮稷) 장승원(張承遠) 장덕화(張德華) 장석오(張錫五) 장지렴(張志濂) 장남정(張南正) 장응진(張應軫) 장유상(張有相) 장석신(張錫藎)
- 무과			(장원5명·아원1명 / 154명)

장한무(張漢武) 장립(張雴) 장천기(張天紀) 장진(張震) 장인익(張麟翼) 장득일(張得日) 장영운(張永雲) 장잉남(張芿男) 장봉한(張逢漢) 장창일(張昌逸) 장끝량(張唜良) 장인기(張仁己) 장승옥(張承玉) 장만생(張萬生) 장순희(張順希) 장우룡(張佑龍) 장준민(張俊敏) 장사한(張嗣韓) 장준민(張俊敏) 장세익(張世翼) 장경진(張慶進) 장철(張轍) 장신길(張信吉) 장붕익(張鵬翼) 장의흥(張義興) 장후립(張厚立) 장우상(張宇相) 장건(張健) 장승룡(張承龍) 장우원(張宇遠) 장혁연(張赫然) 장재(張梓) 장천익(張天翼) 장세성(張世誠) 장우석(張遇石) 장익훈(張益訓) 장몽선(張夢先) 장우진(張友軫) 장대유(張大維) 장문유(張文維) 장우방(張友房) 장두유(張斗維) 장성(張晟) 장석(張晳) 장우형(張友衡) 장효일(張孝一) 장수만(張壽萬) 장석권(張碩權) 장세진(張世軫) 장진희(張振禧) 장일선(張日先) 장한주(張漢柱) 장한두(張漢枓) 장정원(張廷元) 장우두(張友斗) 장봉핵(張鳳翮) 장우한(張宇漢) 장우성(張友星) 장세우(張世祐) 장상구(張翔九) 장세웅(張世雄) 장세점(張世點) 장흡(張潝) 장시강(張時綱) 장태소(張泰紹) 장정웅(張廷雄) 장은석(張殷錫) 장덕소(張德紹) 장세록(張世祿) 장우심(張友心) 장시우(張時遇) 장호(張浩) 장충망(張忠望) 장규(張圭) 장한명(張漢明) 장내홍(張乃弘) 장천보(張天輔) 장파회(張破回) 장세빈(張世彬) 장석조(張錫祚) 장대표(張大豹) 장희경(張喜慶) 장우방(張羽邦) 장대유(張大維) 장일부(張一富) 장지근(張志近) 장휘규(張暉奎) 장재붕(張再鵬) 장두간(張斗幹) 장처대(張處大) 장수초(張守初) 장익량(張益亮) 장천핵(張天翮) 장한상(張漢相) 장경익(張景瀷) 장봉로(張鳳老) 장용(張溶) 장천위(張天緯) 장한(張翰) 장종후(張宗厚) 장봉오(張鳳梧) 장성징(張聖澄) 장한강(張漢綱) 장진억(張鎭億) 장한석(張漢碩) 장봉(張鳳) 장대혁(張大赫) 장덕종(張德宗) 장두표(張斗杓) 장도욱(張道郁) 장한수(張漢壽) 장한충(張漢忠) 장지원(張趾元) 장한성(張漢星) 장성유(張聖有) 장치명(張致明) 장동옥(張東玉) 장운득(張運得) 장현택(張鉉宅) 장현거(張鉉擧) 장득관(張得寬) 장우성(張羽成) 장우덕(張友德) 장현중(張顯中) 장계춘(張啓春) 장인원(張仁元) 장지욱(張之旭) 장영섭(張永爕) 장천익(張天翼) 장석방(張碩邦) 장지웅(張之熊) 장치욱(張致郁) 장춘급(張春汲) 장익상(張益祥) 장후량(張厚良) 장유형(張有亨) 장창호(張昌浩) 장붕천(張鵬天) 장익한(張翼漢) 장언필(張彦弼) 장인식(張寅植) 장두형(張斗衡) 장창환(張昌煥) 장원식(張元植) 장윤식(張允植) 장일환(張日煥) 장후근(張厚根) 장석조(張錫祚) 장운익(張雲翼) 장이강(張履綱)
- 진사시			(79명)

장진문(張振文) 장신손(張信孫) 장익(張翼) 장잠(張潛) 장범(張範) 장세웅(張世雄) 장기정(張麒禎) 장응운(張應運) 장만(張晩) 장응두(張應斗) 장경우(張慶遇) 장차주(張次周) 장세명(張世明) 장세익(張世翼) 장만기(張萬紀) 장집(張鏶) 장해익(張海翼) 장류(張瑠) 장최현(張最顯) 장채현(張采顯) 장천유(張天維) 장원(張源) 장계소(張啓紹) 장염(張琰) 장기(張璣) 장창후(張昌垕) 장지헌(張志憲) 장현익(張顯翼) 장재문(張再文) 장주(張鑄) 장홍우(張弘祐) 장지학(張之翯) 장지언(張志彦) 장한진(張漢軫) 장동무(張東武) 장윤식(張胤植) 장후상(張厚相) 장복수(張復秀) 장관수(張觀秀) 장영숙(張榮肅) 장지렴(張志濂) 장인환(張仁煥) 장영달(張永達) 장인환(張寅煥) 장용삼(張龍三) 장지롱(張志瀧) 장예상(張禮相) 장두희(張斗禧) 장동식(張東植) 장정식(張鼎植) 장봉환(張鳳煥) 장홍규(張鴻逵) 장규한(張奎翰) 장병익(張秉翼) 장완모(張完模) 장영옥(張榮玉) 장봉한(張鳳翰) 장명한(張命翰) 장덕한(張德翰) 장익상(張翊相) 장철환(張哲煥) 장석구(張錫九) 장찬(張燦) 장석하(張錫夏) 장석규(張錫圭) 장병문(張秉文) 장이용(張利用) 장성흡(張成洽) 장인수(張麟洙) 장지연(張志淵) 장은식(張垠植) 장병조(張炳祚) 장석규(張奭圭) 장흥진(張興鎭) 장재룡(張在龍) 장용린(張容麟) 장재성(張在成) 장영익(張榮翼) 장정원(張貞元)
- 생원시			(장원2명 / 77명)

장형(張炯) 장기건(張紀乾) 장계문(張季文) 장륙(張陸) 장순신(張舜臣) 장천고(張千古) 장만고(張萬古) 장언린(張彦鄰) 장륜(張輪) 장순(張峋) 장천기(張天紀) 장만(張晩) 장제항(張悌亢) 장우한(張遇漢) 장몽윤(張夢尹) 장홍점(張鴻漸) 장종건(張宗建) 장선(張渲) 장여간(張汝衎) 장이유(張以兪) 장현(張灦) 장학(張澩) 장해(張𣴴) 장명(張溟) 장위주(張緯周) 장진주(張鎭周) 장세명(張世明) 장상주(張相周) 장우일(張遇一) 장영(張𨥭) 장세남(張世南) 장우추(張宇樞) 장대림(張大臨) 장대방(張大方) 장거원(張巨源) 장세길(張世吉) 장동재(張東載) 장선흥(張善興) 장백석(張伯錫) 장태소(張台紹) 장염(張琰) 장극소(張克紹) 장한(張僴) 장시복(張時復) 장이길(張履吉) 장석우(張錫愚) 장우급(張祐汲) 장진홍(張晉弘) 장기만(張基萬) 장건규(張建奎) 장영진(張永鎭) 장창익(張昌翼) 장석능(張錫能) 장한규(張漢奎) 장원식(張元植) 장원표(張源杓) 장우원(張祐遠) 장한두(張漢斗) 장주선(張籌善) 장재호(張載昈) 장석후(張錫煦) 장기평(張琪平) 장석귀(張錫龜) 장영국(張榮國) 장두남(張斗南) 장일환(張日煥) 장진원(張震遠) 장영덕(張榮德) 장학몽(張鶴夢) 장원식(張源植) 장석신(張錫藎) 장명원(張明遠) 장재식(張在植) 장복규(張復圭) 장계수(張繼洙) 장지창(張志昶) 장기준(張基駿)
- 역과			(장원7명 / 23명)

장원손(張元孫) 장한걸(張漢傑) 장현(張炫) 장경상(張景祥) 장희식(張希栻) 장경헌(張景憲) 장서우(張瑞羽) 장진하(張振夏) 장천숙(張天䎘) 장채유(張采維) 장숙(張潚) 장인유(張璘維) 장렴(張濂) 장엄(張淹) 장잠(張潛) 장식(張㵓) 장익상(張翼相) 장순상(張舜相) 장련(張鏈) 장도(張燾) 장훈(張薰) 장덕기(張德基) 장세기(張世基)
- 의과			(9명)

장유령(張有齡) 장천핵(張天翮) 장세만(張世萬) 장성유(張聖維) 장한(張瀚) 장익주(張翊周) 장린(張潾) 장환(張鍰) 장사한(張師漢)
- 음양과			(1명)

장윤혁(張允爀)
- 율과			(장원9명 / 22명)

장세량(張世亮) 장유홍(張有弘) 장유항(張有恒) 장유경(張有璟) 장익(張瀷) 장협(張浹) 장덕화(張德華) 장영한(張英漢) 장택(張澤) 장덕린(張德麟) 장진량(張震良) 장덕봉(張德鳳) 장덕주(張德胄) 장지유(張之瑜) 장윤조(張允祚) 장지완(張之琬) 장지환(張之瑍) 장윤기(張允祺) 장지련(張之璉)  장윤옥(張潤鈺) 장덕만(張德萬) 장덕창(張德昌)
- 음관(蔭官)		(104명)

장계환(張啓煥) 장계환(張啓煥) 장교원(張敎源) 장교준(張敎駿) 장규(張奎) 장규환(張圭煥) 장기락(張基洛) 장기락(張基洛) 장기렴(張基濂) 장기렴(張基濂) 장남규(張南奎) 장담(張湛) 장대급(張大汲) 장대주(張大周) 장덕근(張悳根) 장덕오(張德五) 장덕오(張德五) 장덕환(張德煥) 장동옥(張東玉) 장동칠(張東七) 장두빈(張斗斌) 장두삼(張斗參) 장두표(張斗表) 장두헌(張斗憲) 장두형(張斗衡) 장두환(張斗煥) 장두환(張斗煥) 장룡팔(張龍八) 장복원(張福遠) 장복원(張福遠) 장봉규(張鳳逵) 장봉규(張鳳逵) 장봉우(張鳳羽) 장봉우(張鳳羽) 장봉주(張鳳周) 장봉진(張鳳鎭) 장봉진(張鳳鎭) 장봉호(張鳳昊) 장석묵(張錫默) 장석우(張錫愚) 장석우(張錫愚) 장석조(張錫祚) 장석준(張錫駿) 장석휴(張錫烋) 장승학(張昇鶴) 장심학(張心學) 장언극(張彦極) 장언급(張彦汲) 장언식(張彦植) 장언식(張彦植) 장영급(張泳汲) 장용규(張龍逵) 장용일(張龍一) 장용주(張龍㴤) 장용진(張容鎭) 장용하(張龍河) 장우성(張羽成) 장우식(張禹植) 장우진(張佑軫) 장우철(張禹喆) 장운학(張雲鶴) 장운학(張雲鶴) 장원상(張原相) 장원식(張元植) 장원식(張元植) 장유(張有) 장유량(張有良) 장유량(張有良) 장유문(張有聞) 장유풍(張有豊) 장유풍(張有豊) 장유형(張有亨) 장유호(張有濩) 장윤식(張允植) 장윤식(張允植) 장응표(張膺杓) 장익(張翼) 장익상(張益祥) 장익상(張益祥) 장인식(張寅植) 장인원(張仁遠) 장정현(張正鉉) 장주학(張柱鶴) 장진원(張晉遠) 장진학(張振鶴) 장창환(張昌煥) 장창환(張昌煥) 장춘급(張春汲) 장충급(張忠汲) 장태수(張泰秀) 장한진(張漢軫) 장한진(張漢軫) 장현거(張鉉擧) 장현덕(張鉉德) 장현덕(張鉉德) 장현식(張玄植) 장현철(張鉉喆) 장현충(張鉉忠) 장형택(張亨澤) 장홍식(張弘植) 장효식(張斆植) 장후식(張厚植) 장흥섭(張興燮) 장흥섭(張興燮)

## 집성촌
- 경상북도 구미시 인의동·임수동·황상동
- 경상북도 구미시 양호동·구평동·구포동·신동·오태동
- 경상북도 구미시 장천면 상장리·신장리
- 경상북도 고령군 다산면 호촌리
- 경상북도 영천시 청통면 계지리
- 경상북도 칠곡군 북삼읍 율리·인평리
- 경상북도 칠곡군 석적읍 반계리·성곡리·중리
- 경상북도 칠곡군 가산면 송학리·학상리·학하리
- 경상북도 칠곡군 기산면 각산리·봉산리·영리
- 경상북도 칠곡군 약목면 관호리
- 경상북도 김천시 대덕면 연화리
- 경상북도 상주시 도남동
- 경상북도 상주시 사벌국면 금흔리
- 경상북도 상주시 화남면 임곡리
- 경상북도 성주군 벽진면 봉계리
- 경상북도 의성군 단북면 신하리
- 경상북도 청도군 각남면 함박리
- 경상북도 경주시 외동읍 죽동리
- 경상북도 포항시 남구 장기면 양포리
- 경상북도 포항시 북구 흥해읍 초곡리
- 경상북도 포항시 북구 송라면 조사리
- 경상남도 거제시 둔덕면 학산리
- 경상남도 고성군 영현면 연화리
- 경상남도 김해시 주촌면 내삼리
- 경상남도 밀양시 단장면 고례리
- 경상남도 사천시 사천읍 금곡리
- 경상남도 사천시 사남면 초전리
- 경상남도 창녕군 대합면 모전리
- 경상남도 창원시 의창구 동읍 노연리
- 경상남도 하동군 악양면 축지리
- 강원도 양양군 강현면 방축리
- 강원도 홍천군 내면 방내리
- 경기도 고양시 덕양구 도내동·성사동
- 경기도 가평군 가평읍 산유리
- 충청북도 제천시 청풍면 단리·용곡리
- 충청남도 서산시 대산읍 기은리·오지리
- 충청북도 괴산군 청안면 작천리
- 전라북도 군산시 서수면 금암리
- 전라북도 김제시 금구면 서도리
- 전라북도 완주군 소양면 황운리
- 전라남도 광양시 옥룡면 율천리
- 전라남도 고흥군 도양읍 용정리
- 전라남도 고흥군 대서면 금마리
- 전라남도 고흥군 도덕면 가야리
- 전라남도 고흥군 점암면 월송리
- 전라남도 담양군 담양읍 오계리
- 전라남도 무안군 몽탄면 구산리
- 전라남도 순천시 주암면 갈마리
- 전라남도 순천시 해룡면 상삼리
- 전라남도 신안군 안좌면 반월리
- 전라남도 신안군 임자면 도찬리
- 전라남도 여수시 상암동·오천동
- 전라남도 여수시 화양면 옥적리
- 전라남도 영광군 백수읍 대전리·상사리
- 평안북도 박천군 청룡면 응봉동·대화동
- 평안북도 용천군 북중면 동양동·원송동
- 함경남도 영흥군 덕흥면 풍성리·한봉리
- 함경남도 영흥군 순녕면 중양리·풍남리
- 함경남도 영흥군 홍인면 성북리·사현리